# Caralluma peckii
Caralluma peckii är en oleanderväxtart som beskrevs av Bally. Caralluma peckii ingår i släktet Caralluma och familjen oleanderväxter. Inga underarter finns listade i Catalogue of Life.